# Nicola Akele
Nicola Akele (Treviso, 7 novembre 1995) è un cestista italiano, che gioca come ala.

## Biografia
Akele è nato in Italia a Treviso, da una famiglia originaria di Kinshasa (Repubblica Democratica del Congo).

## Carriera
Akele ha iniziato a giocare nel 2006 nel settore giovanile del Montebelluna ma già nel 2010 si trasferisce in quello della Reyer Venezia Mestre, venendo inoltre convocato nelle rappresentative giovanili dell'Italia. Nella stagione 2013-2014, entra a far parte stabilmente del roster, della prima squadra. Debutta in Serie A, non ancora maggiorenne, il 20 ottobre 2013, nella partita interna, vinta dalla Reyer, 102-68, contro la Sutor Montegranaro.
Dopo alcuni problemi con la società Veneziana, nel novembre del 2014, si trasferisce negli Stati Uniti per giocare nella High School Img Academy. Nel 2015, accetta l'offerta del Rhode Island per giocare il campionato NCAA. Dopo oltre tre anni di college, nel luglio del 2018 fa ritorno in Italia, firmando per i Roseto Sharks in Serie A2.
Nel giugno 2019 firma un contratto triennale con la Vanoli Cremona.
Il 26 giugno del 2020 passa al Treviso Basket.
Il 25 giugno 2022, firma un contratto biennale con opzione per la stagione successiva, con la Pallacanestro Brescia. Nel 2024 passa alla Virtus Pallacanestro Bologna, con la quale vince lo Scudetto superando in finale proprio la sua ex squadra.

### Nazionale
Con l'Italia under 18 ha disputato gli Europei 2013 di categoria, chiusi al 10º posto. Il 10 luglio 2018 viene convocato nell'Italia sperimentale allenata da Romeo Sacchetti in vista di un raduno (dal 23 luglio al 1º agosto) e di un torneo amichevole (dal 3 al 7 agosto).

## Statistiche

### NCAA
| Anno      | Squadra        | PG | PT | MP   | TC%  | 3P%  | TL%  | RP  | AP  | PRP | SP  | PP  |
| --------- | -------------- | -- | -- | ---- | ---- | ---- | ---- | --- | --- | --- | --- | --- |
| 2015-2016 | R. Island Rams | 32 | 6  | 13,6 | 45,5 | 41,2 | 27,8 | 2,2 | 0,4 | 0,3 | 0,3 | 2,8 |
| 2016-2017 | R. Island Rams | 35 | 1  | 12,7 | 49,3 | 40,7 | 78,3 | 2,4 | 0,9 | 0,5 | 0,4 | 2,9 |
| 2017-2018 | R. Island Rams | 29 | 0  | 8,6  | 46,4 | 25,0 | 66,7 | 1,9 | 0,2 | 0,2 | 0,2 | 2,0 |
| Carriera  | Carriera       | 96 | 7  | 11,7 | 47,1 | 39,1 | 57,4 | 2,2 | 0,5 | 0,3 | 0,3 | 2,6 |

#### Massimi in carriera
- Massimo di punti: 15 vs La Salle (6 febbraio 2016)[7]
- Massimo di rimbalzi: 6 (3 volte)
- Massimo di assist: 4 vs Davidson (11 marzo 2017)
- Massimo di palle rubate: 3 vs Massachusetts (7 febbraio 2017)
- Massimo di stoppate: 2 (4 volte)
- Massimo di minuti giocati: 35 vs La Salle (6 febbraio 2016)

### Nazionale
| Cronologia completa delle presenze e dei punti in Nazionale - Italia | Cronologia completa delle presenze e dei punti in Nazionale - Italia | Cronologia completa delle presenze e dei punti in Nazionale - Italia | Cronologia completa delle presenze e dei punti in Nazionale - Italia | Cronologia completa delle presenze e dei punti in Nazionale - Italia | Cronologia completa delle presenze e dei punti in Nazionale - Italia | Cronologia completa delle presenze e dei punti in Nazionale - Italia | Cronologia completa delle presenze e dei punti in Nazionale - Italia |
| Data                                                                 | Città                                                                | In casa                                                              | Risultato                                                            | Ospiti                                                               | Competizione                                                         | Punti                                                                | Note                                                                 |
| -------------------------------------------------------------------- | -------------------------------------------------------------------- | -------------------------------------------------------------------- | -------------------------------------------------------------------- | -------------------------------------------------------------------- | -------------------------------------------------------------------- | -------------------------------------------------------------------- | -------------------------------------------------------------------- |
| 20/02/2020                                                           | Napoli                                                               | Italia                                                               | 83 - 64                                                              | Russia                                                               | Qual. Euro 2022                                                      | 3                                                                    | [ 8 ]                                                                |
| 23/02/2020                                                           | Tallinn                                                              | Estonia                                                              | 81 - 87                                                              | Italia                                                               | Qual. Euro 2022                                                      | 8                                                                    | [ 9 ]                                                                |
| 30/11/2020                                                           | Tallinn                                                              | Russia                                                               | 66 - 70                                                              | Italia                                                               | Qual. Euro 2022                                                      | 2                                                                    | [ 10 ]                                                               |
| 18/02/2021                                                           | Perm'                                                                | Italia                                                               | 92 - 84                                                              | Macedonia del Nord                                                   | Qual. Euro 2022                                                      | 7                                                                    | [ 11 ]                                                               |
| 19/02/2021                                                           | Perm'                                                                | Italia                                                               | 101 - 105 dts                                                        | Estonia                                                              | Qual. Euro 2022                                                      | 4                                                                    | [ 12 ]                                                               |
| 21/02/2021                                                           | Perm'                                                                | Macedonia del Nord                                                   | 87 - 78                                                              | Italia                                                               | Qual. Euro 2022                                                      | 4                                                                    | [ 13 ]                                                               |
| 18/06/2021                                                           | Amburgo                                                              | Italia                                                               | 82 - 56                                                              | Tunisia                                                              | Torneo amichevole                                                    | 4                                                                    | [ 14 ]                                                               |
| 19/06/2021                                                           | Amburgo                                                              | Italia                                                               | 83 - 71                                                              | Rep. Ceca                                                            | Torneo amichevole                                                    | 4                                                                    | [ 15 ]                                                               |
| 20/06/2021                                                           | Amburgo                                                              | Germania                                                             | 91 - 79                                                              | Italia                                                               | Torneo amichevole                                                    | 2                                                                    | [ 16 ]                                                               |
| 26/11/2021                                                           | San Pietroburgo                                                      | Russia                                                               | 92 - 78                                                              | Italia                                                               | Qual. Mondiali 2023                                                  | 7                                                                    | [ 17 ]                                                               |
| 29/11/2021                                                           | Milano                                                               | Italia                                                               | 75 - 73                                                              | Paesi Bassi                                                          | Qual. Mondiali 2023                                                  | 18                                                                   | [ 18 ]                                                               |
| 24/02/2022                                                           | Hafnarfjörður                                                        | Islanda                                                              | 107 - 105 dts                                                        | Italia                                                               | Qual. Mondiali 2023                                                  | 4                                                                    | [ 19 ]                                                               |
| 27/02/2022                                                           | Bologna                                                              | Italia                                                               | 95 - 87                                                              | Islanda                                                              | Qual. Mondiali 2023                                                  | 3                                                                    | [ 20 ]                                                               |
| 25/06/2022                                                           | Trieste                                                              | Italia                                                               | 71 - 90                                                              | Slovenia                                                             | Amichevole                                                           | 0                                                                    | [ 21 ]                                                               |
| 22/11/2024                                                           | Reykjavík                                                            | Islanda                                                              | 71 - 95                                                              | Italia                                                               | Qual. Euro 2025                                                      | 13                                                                   | [ 22 ]                                                               |
| 25/11/2024                                                           | Reggio Emilia                                                        | Italia                                                               | 74 - 81                                                              | Islanda                                                              | Qual. Euro 2025                                                      | 6                                                                    | [ 23 ]                                                               |
| 20/02/2025                                                           | Istanbul                                                             | Turchia                                                              | 67 - 80                                                              | Italia                                                               | Qual. Euro 2025                                                      | 11                                                                   | [ 24 ]                                                               |
| 23/02/2025                                                           | Reggio Calabria                                                      | Italia                                                               | 67 - 71                                                              | Ungheria                                                             | Qual. Euro 2025                                                      | 17                                                                   | [ 25 ]                                                               |
| 02/08/2025                                                           | Trento                                                               | Italia                                                               | 87 - 61                                                              | Islanda                                                              | Torneo amichevole                                                    | 4                                                                    | [ 26 ]                                                               |
| 03/08/2025                                                           | Trento                                                               | Italia                                                               | 80 - 56                                                              | Senegal                                                              | Torneo amichevole                                                    | 8                                                                    | [ 27 ]                                                               |
| 09/08/2025                                                           | Trieste                                                              | Italia                                                               | 91 - 75                                                              | Lettonia                                                             | Amichevole                                                           | 3                                                                    | [ 28 ]                                                               |
| 14/08/2025                                                           | Bologna                                                              | Italia                                                               | 84 - 72                                                              | Argentina                                                            | Amichevole                                                           | 8                                                                    | [ 29 ]                                                               |
| Totale                                                               |                                                                      | Presenze                                                             | 22                                                                   |                                                                      | Punti                                                                | 140                                                                  |                                                                      |

## Palmarès
- Coppa Italia: 1

Brescia: 2023
- Campionato italiano: 1

Virtus Bologna: 2024-25